# Atletica leggera ai Giochi della XXV Olimpiade - 10000 metri piani maschili

Video della Finale

Video della Finale (Skah, sospetti e intrigo)

I 10000 metri piani hanno fatto parte del programma maschile di atletica leggera ai Giochi della XXV Olimpiade. La competizione si è svolta nei giorni 31 luglio-3 agosto 1992 allo Stadio del Montjuic di Barcellona.

## Presenze ed assenze dei campioni in carica
| Competizione         | Atleta           | Prestazione | Barcellona 1992 |
| -------------------- | ---------------- | ----------- | --------------- |
| Olimpiadi 1988       | Brahim Boutayeb  | 27'21"46    | Solo 5000 m     |
| Commonwealth 1990    | Eamonn Martin    | 28'08"57    | Presente        |
| Goodwill Games 1990  | Hammou Boutayeb  | 27'26”43    | Presente        |
| Europei 1990         | Salvatore Antibo | 27'41"27    | Presente        |
| Africani 1991        | Thomas Osano     | 27'56”45    | Non qual.       |
| Mondiali 1991        | Moses Tanui      | 27'38”74    | Presente        |
|                      |                  |             |                 |
| Mondiali junior 1988 | Addis Abebe      | 28'42”13    | Presente        |

1. ↑  Sotto la bandiera della Gran Bretagna.

## La gara
Salvatore Antibo si qualifica per la finale nella seconda batteria. Sa che nel momento decisivo dovrà fare i conti, più che con gli avversari, con un nemico interno, le crisi d'assenza che compaiono all'improvviso e gli fanno perdere contatto con la realtà.
Alla linea di partenza della finale ci sono tutti i migliori del mondo: si profila una grande gara. Gli iniziali protagonisti sono Khalid Skah e Richard Chelimo, che corrono con un ritmo impossibile per gli altri. A quattro giri dal termine i due incontrano addirittura un doppiato: è Hammou Boutayeb, marocchino come Skah. Ma Boutayeb non fa come tutti i doppiati, cioè mettersi da parte: sembra invece rivitalizzato e si mette davanti ai due contendenti, correndo al loro ritmo.
Il pubblico sugli spalti coglie subito la stranezza di questo comportamento. La "rinascita" di Boutayeb (che corre per sé stesso visto che non ha nessuna possibilità di rimontare in classifica) ha come effetto quello di impedire a Chelimo di portarsi avanti e di staccare Skah sul ritmo, proprio la tattica che il keniota voleva attuare.
Ad un giro dalla fine Boutayeb improvvisamente esce dalla pista e si ritira. Skah e Chelimo rimangono soli, ma il keniota non ha più spazio per partire in progressione e deve andare alla volata con il marocchino, che, confidando sul suo finale, vince di un secondo. Antibo è quarto.
Il primatista mondiale Arturo Barrios conclude al quinto posto con 28'17"79; il campione del mondo Moses Tanui finisce ottavo con 28'27"11.
La gara ha una coda giudiziaria: il Kenya fa ricorso contro il Marocco, accusando Skah e Boutayeb di essersi accordati contro Chelimo. I giudici danno ragione al Kenya ed assegnano l'oro a Chelimo. Ma il Marocco presenta subito ricorso, che viene accolto dalla giuria d'appello.

## Risultati

### Turni eliminatori
| 2 batterie | 31 luglio | 56 partenti    | Si qualificano i primi 7 più i 6 migliori tempi. |
| Finale     | 3 agosto  | 16 concorrenti |                                                  |

### Finale
| Pos | Paese                               | Atleta           | Tempo    |
| --- | ----------------------------------- | ---------------- | -------- |
|     | Marocco                             | Khalid Skah      | 27'46"70 |
|     | Kenya                               | Richard Chelimo  | 27'47"72 |
|     | Governo di transizione dell'Etiopia | Addis Abebe      | 28'00"07 |
| 4   | Italia                              | Salvatore Antibo | 28'11"39 |